# Rabotki
Rabotki (en russe : Рабо́тки) est un village de Russie situé dans le raïon de Kstovo de l'oblast de Nijni Novgorod, siège administratif du conseil rural du même nom (qui comprend huit autres villages et hameaux), et quai sur la Volga à l'embouchure de la rivière Alferovka,.

## Géographie
Le village de Rabotki se trouve sur la rive droite de la Volga sur l'autoroute M-7 à 60 km à l'est de Nijni Novgorod, la capitale régionale.

## Histoire
La première mention du village date du XVIe siècle. Il est constitué alors de maisons de rondins. Il reçoit son nom en 1548 quand s'y sont arrêtées des unités de soldats russes. Au XVIIe siècle, le village est la possession du patriarche Nikon. Lorsque le patriarcat de Moscou est supprimé en 1709 par Pierre le Grand, il devient propriété de la Couronne. En 1743, l'impératrice Élisabeth le donne à Alexeï Choubine qui fait construire une église qui est consacrée en 1785 sous son fils Alexeï Alexeïevitch. Le domaine est partagé à cette époque: une partie est achetée par les Krouglikov et l'autre est au général-comte Vladimir Orlov, puis à la comtesse Véra Nikititchna Panina.
Au XVIIIe et au XIXe siècle, on construisait à Rabotki de grands voiliers de la Volga. Les filatures qui existaient jusqu'au XXe siècle fournissaient à la Volga du brai. Les marchands s'arrêtaient à Rabotki pour apporter leurs marchandises à la foire du monastère Saint-Macaire-de-l'Ounja et à la foire de Nijni Novgorod. Le village a conservé de nombreux bâtiments anciens - monuments architecturaux, dont l'église du Sauveur et le collège d'agriculture.
De 1929 à 1962, le village était le siège administratif du raïon du même nom.

## Population
- 1959: 3077 habitants
- 2002: 2195 habitants
- 2010: 2151 habitants

## Économie
Dans le village, il y a un bras mort pour l'installation et la réparation des navires de la compagnie maritime Volgotanker. Dans les environs du village, il y a des résidences secondaires (datchas), pensions et des maisons de repos. Pour les alimenter en électricité, un complexe de parcs éoliens est en construction : chaque unité est d'une capacité de 450 kilowatts.
Leonid Gaïdaï y a tourné dans les années 1970 un épisode du film Les Douze Chaises du club d'échecs.

## Galerie

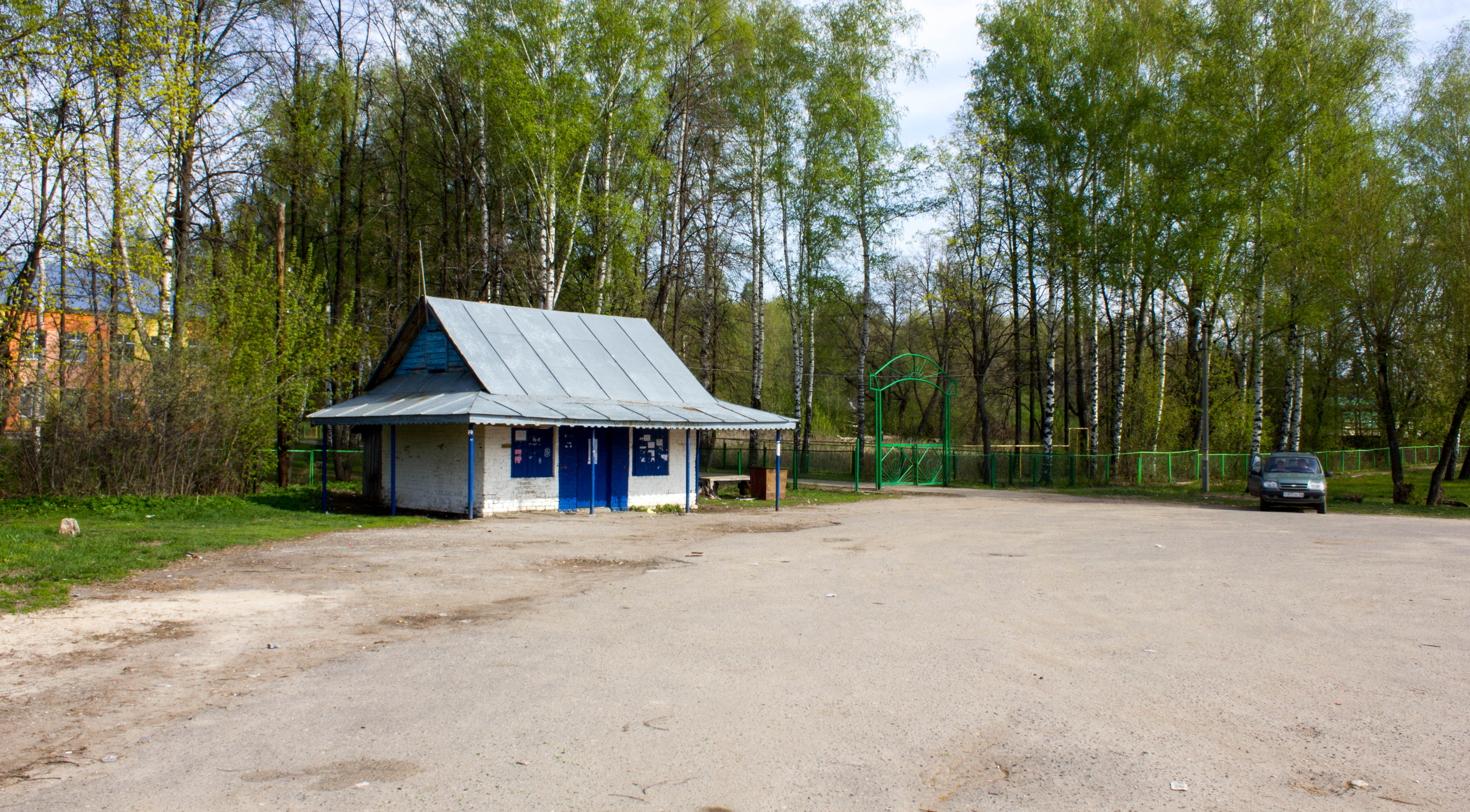
Arrêt d'autobus
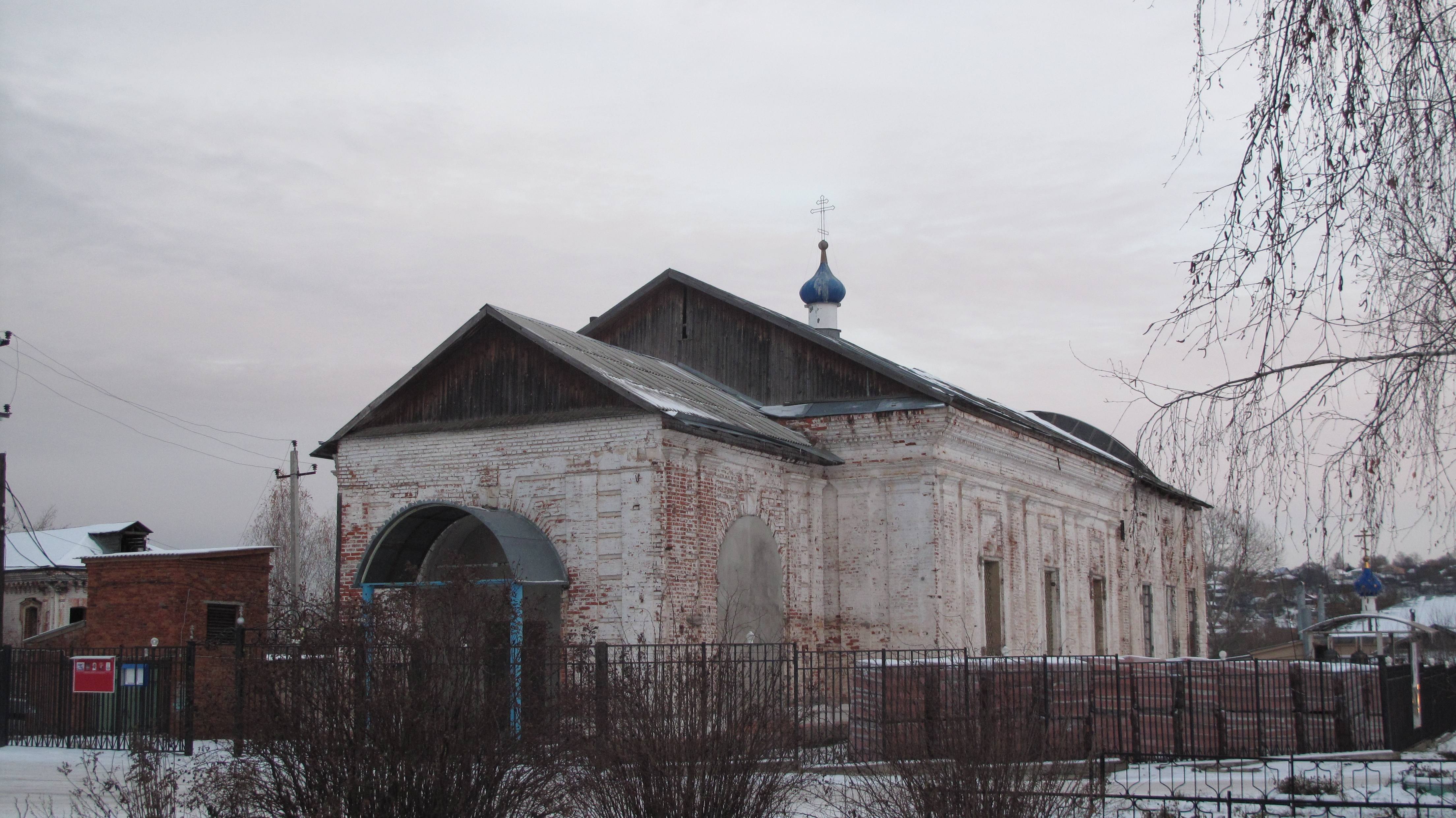
Église du Sauveur
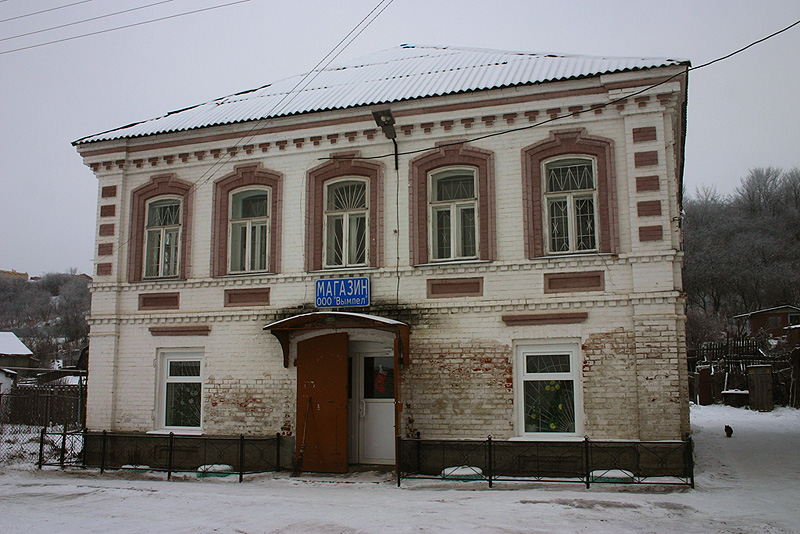
Magasin «Vympel»
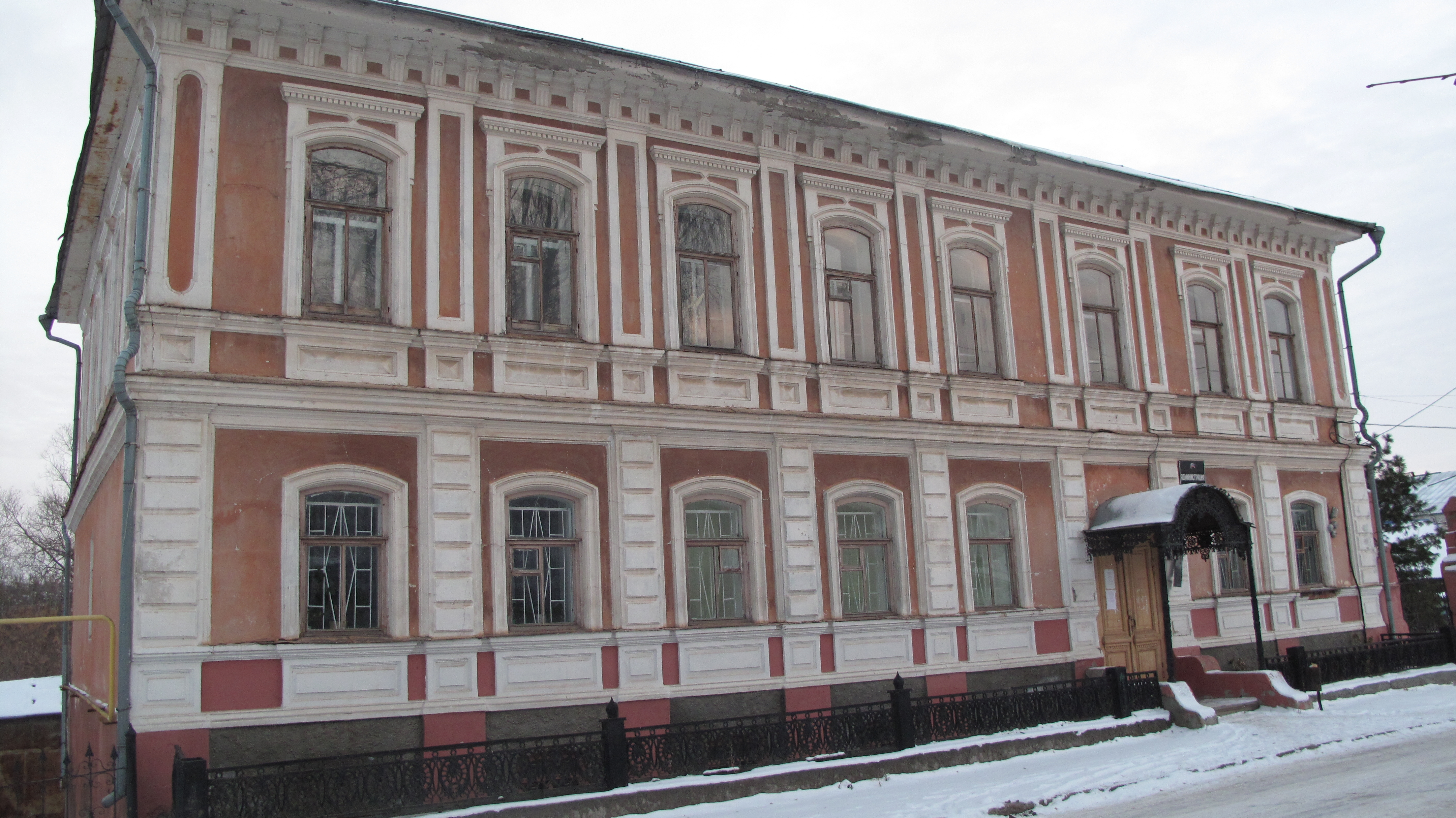
Siège de l'administration (ancienne maison Roukine)
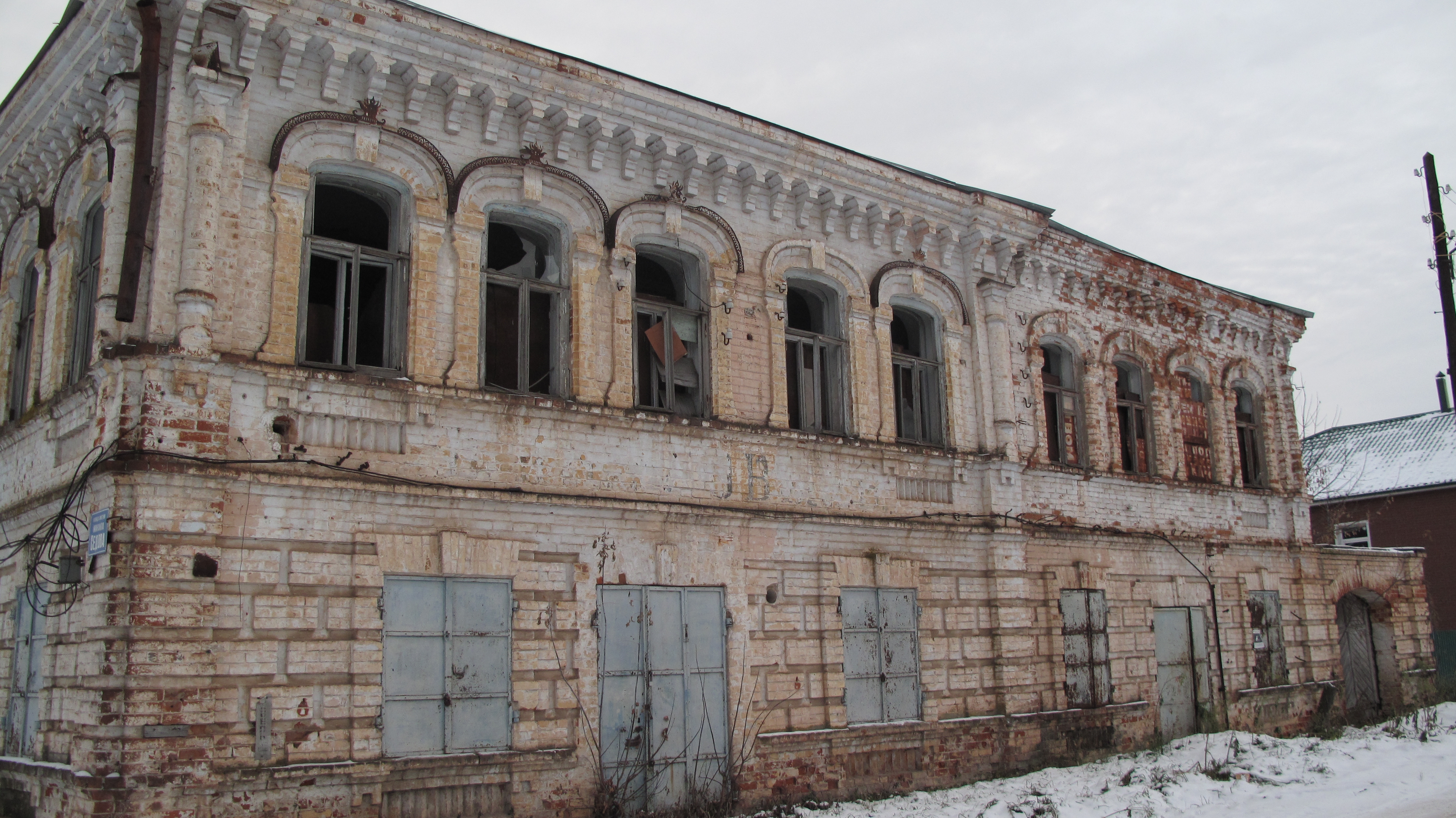
Maison Boltounov
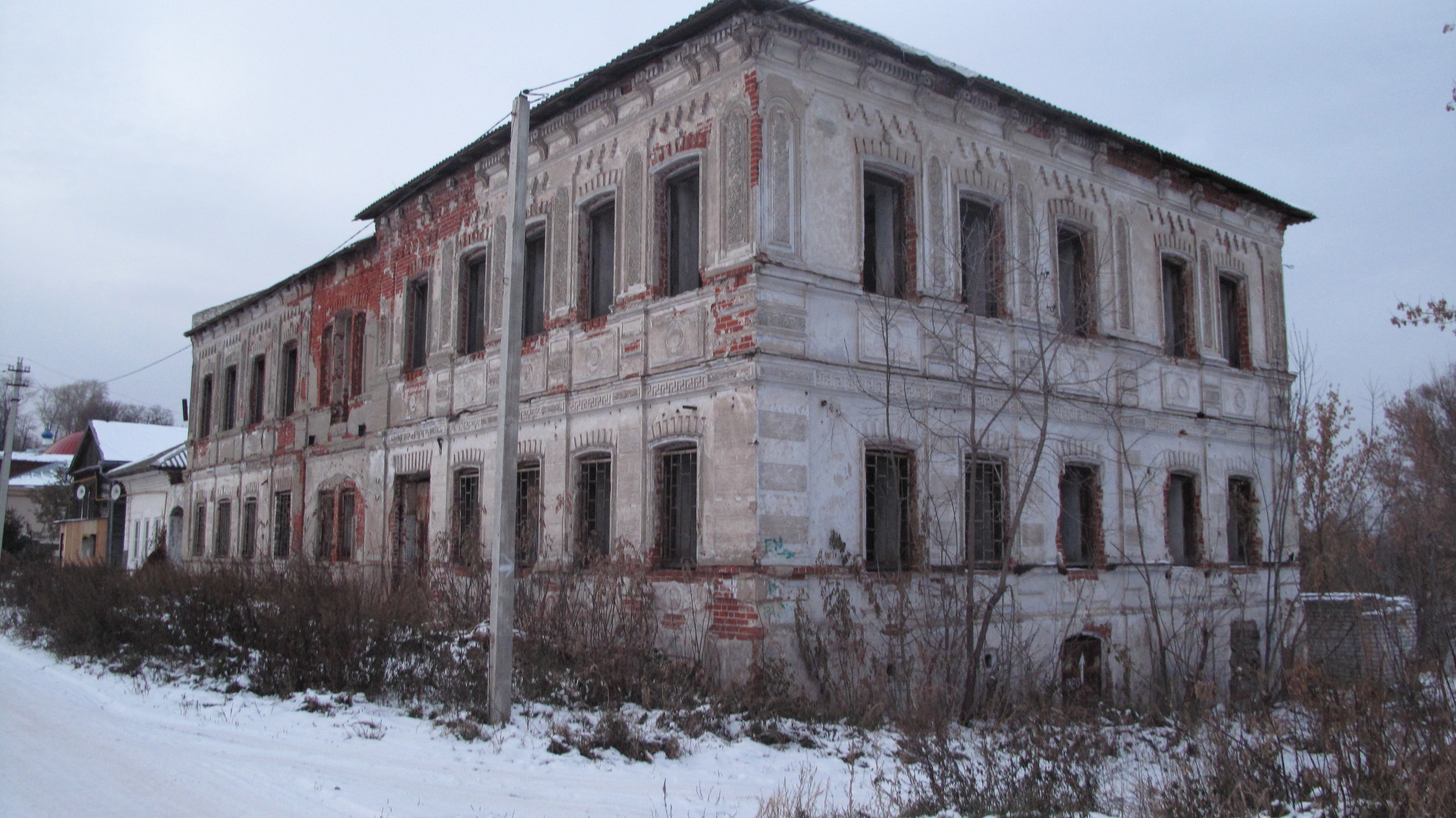
Maison Lioubimtsev
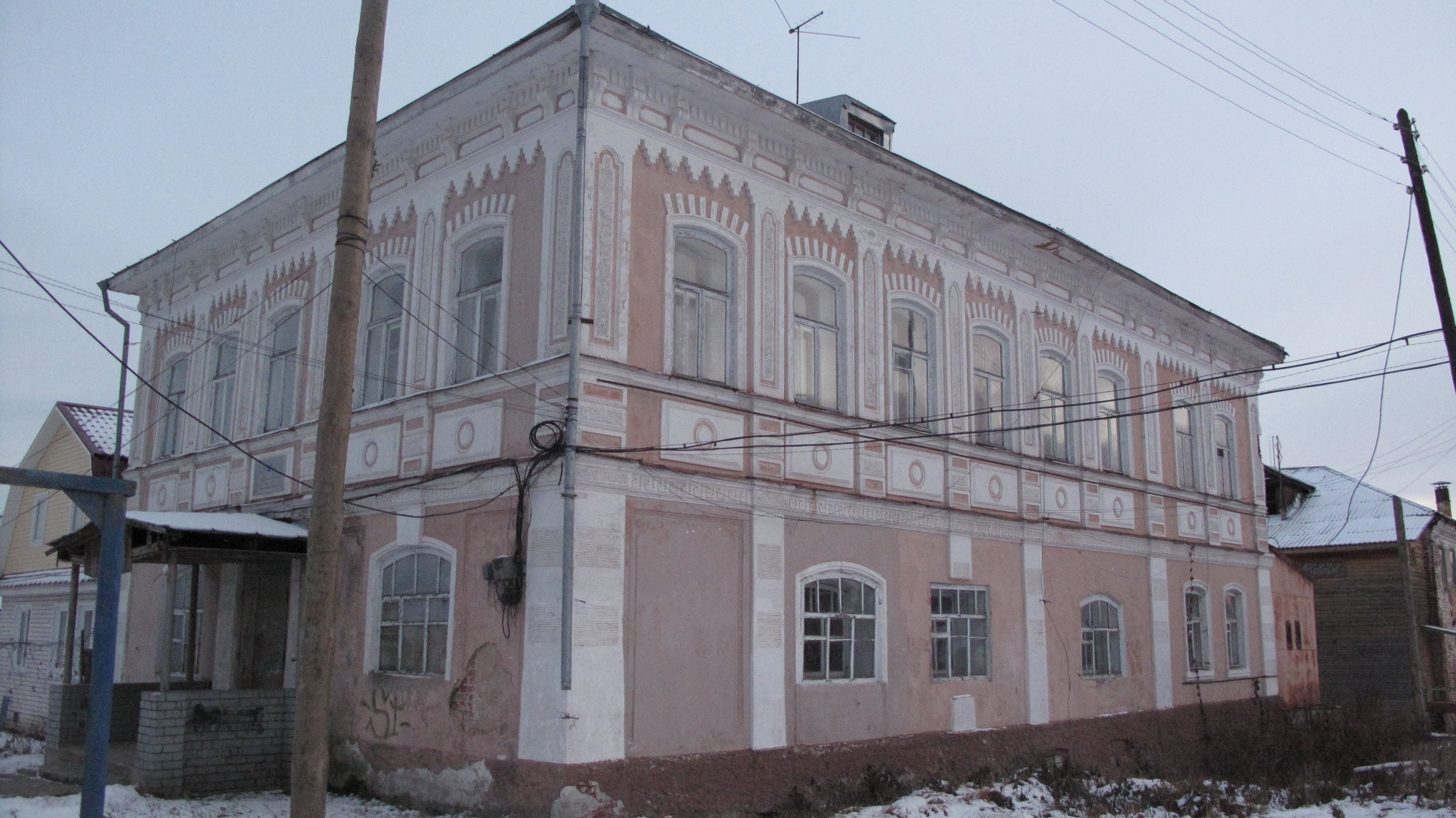
Maison Kondrachov